# Deed
Il deed (o instrument under seal o instrument in solemn form) è un atto giuridico privato, caratteristico degli ordinamenti di common law, connotato da una serie di requisiti formali, tra cui la forma scritta.

## Forma
Il deed deve essere redatto in forma scritta. La sua validità è, inoltre, subordinata ad una serie di ulteriori requisiti formali:
- deve contenere l'espressa indicazione che si tratta di un deed;
- deve contenere l'indicazione che, con l'atto stesso, un soggetto (l'autore o maker) trasferisce qualcosa (un diritto, un bene ecc.) ad un altro soggetto (il destinatario);[2]
- deve essere formato alla presenza di almeno un testimone (witness), ossia in solemn form. In certi casi, però, sono prescritti almeno due testimoni;
- deve essere firmato dall´autore e dai testimoni. In passato doveva portare anche il sigillo del autore, mentre le firme erano facoltative; oggi, invece, nella maggior parte degli ordinamenti il sigillo non è più necessario e può essere sostituito dalla dicitura "as seal" o "L.S." (sigla di loco sigilli);
- deve essere consegnato (delivery) dal autore al destinatario e deve essere accettato da quest'ultimo (acceptance).[3]

La consegna del deed perfeziona la fattispecie e gli conferisce efficacia vincolante. L'inizio dell'efficacia, però, può essere posticipato se il deed è delivered in escrow: in questo caso viene consegnato ad un terzo (escrow agent), che a sua volta lo dovrà consegnare alla controparte alla scadenza del termine stabilito o dopo che si sarà avverata una certa condizione.
Il deed può essere atto unilaterale, sottoscritto da una sola parte (deed poll), oppure bilaterale o plurilaterale, sottoscritto da due o più parti che si fanno dei trasferimenti reciproci, assumendo ora il ruolo di autore trasferente, ora quello di controparte destinataria. In quest'ultimo caso si parla di indenture, poiché un tempo si usava redigere più originali del deed su di un unico foglio, per poi separarli tagliando il foglio stesso lungo una linea indentata od ondulata in modo che, facendo combaciare i lembi, si potesse verificarne la comune origine.

## Usi
L'osservanza delle formalità prescritte per il deed consente di rendere vincolanti promesse che non potrebbero dare luogo ad un contratto (contract), come inteso negli ordinamenti di common law, in quanto prive di consideration, ossia del collegamento con altre promesse, con le quali vengono scambiate.
Il deed viene utilizzato, tra l'altro, per la donazione (deed of gift), la promessa unilaterale (deed of convenant), la transazione (deed of composition), la costituzione di diritti reali (deed of grant), la remissione del debito (deed of release), la costituzione di trust (deed of trust) e il trasferimento di diritti immobiliari (deed of conveyance). Viene inoltre utilizzato come procura (power of attorney) e testamento (will). In Inghilterra e Galles, Irlanda e alcuni ex possedimenti britannici una persona può mutare il proprio nome o cognome con un deed of change of name.
Anche un contratto può essere fatto in forma di deed, ancorché non necessaria sussistendo la consideration. In questo caso si parla di specialty (o contract by deed o contract under seal), in contrapposizione al simple contract (o parol contract o informal contract) che è fatto in modo orale o per iscritto, senza particolari formalità. D'altra parte, molti dei negozi fatti sotto forma di deed sarebbero considerati contratti unilaterali negli ordinamenti di civil law, mentre gli ordinamenti di common law non li fanno rientrare nella categoria del contratto per mancanza della consideration.

## Deede atto notarile
Il deed presenta alcune somiglianze con l'atto notarile o rogito, tipico dei paesi di civil law, ragione per cui, a volte, il termine viene tradotto in italiano, anche da alcuni dizionari, con 'rogito' o 'atto notarile'. In realtà, le due figure vanno tenute ben distinte, non foss'altro perché il rogito si connota per essere redatto da un notaio, mentre non è richiesto l'intervento di alcun notaio o altro soggetto investito di pubbliche funzioni per la validità del deed, che è dunque assimilabile ad una scrittura privata, pur soggetta a particolari formalità. Ciò non esclude che un notary public, figura peraltro diversa dal notaio cd. latino dei paesi di civil law, possa essere chiamato a redigere il documento (non, però, nella gran parte degli Stati Uniti e del Canada), a sottoscriverlo come testimone o ad autenticare le firme apposte o che, addirittura, queste ultime formalità siano in certi casi imposte dalla legge.